# 圣埃吉丁
圣埃吉丁（德語：Sankt Egidien）是德国萨克森州的市镇，隶属于茨维考县。总面积为21.26平方千米，截至2023年12月31日总人口为3,152人。